# دودمان ششم مصر
دودمان ششم یکی از دودمان‌های مصر باستان است که اغلب به همراه دودمان‌های سوم، چهارم، و پنجم زیر عنوان پادشاهی کهن طبقه‌بندی می‌شوند.

## پادشاهان

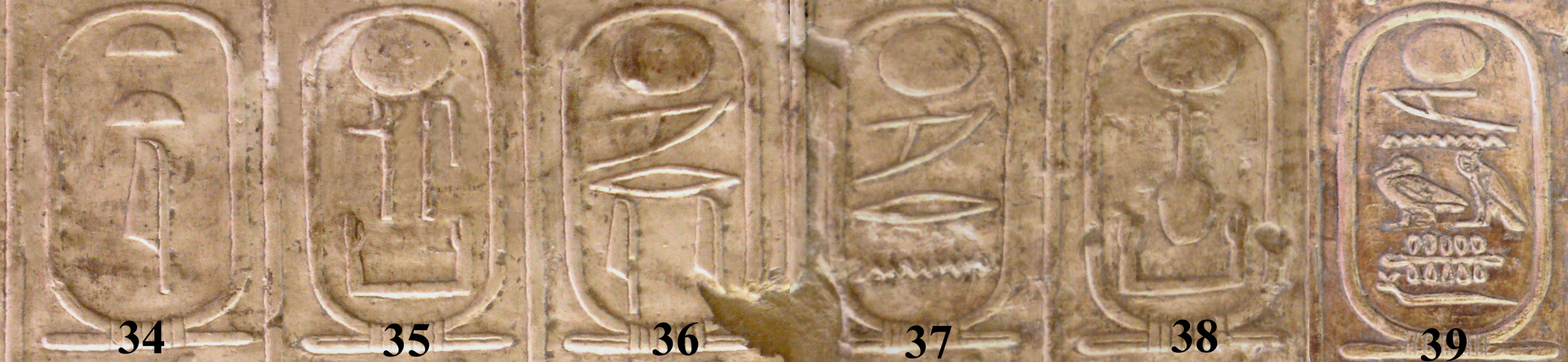
نام فرمانروایان دودمان ششم در فهرست پادشاهان ابیدوس

فرعون‌های دودمان ششم برای نزدیک به ۱۶۴ سال فرمانروایی کردند. نام این پادشاهان به شرح زیر است. این نام‌ها و تاریخ‌های مربوط به دوران پادشاهیشان از کتاب دادسون و هیلتون گرفته شده‌اند:
| نام       | دوران          | هرم               | شهبانو(ها) | تصویر |
| --------- | -------------- | ----------------- | --- | ----- |
| تتی       | ۲۳۴۵–۲۳۳۳ پ.م. | هرم تتی در سقاره  | شهبانو خنت‌کااوس سوم شهبانو ایپوت یکم شهبانو خوییت                                                                       |       |
| اوسرکارع  | ۲۳۳۱–۲۳۳۰ پ.م. |                   | |       |
| پپی یکم   | ۲۳۳۱–۲۲۸۷ پ.م. | هرم در جنوب سقاره | شهبانو آنخسن‌پپی یکم شهبانو آنخسن‌پپی دوم شهبانو نوب‌ونت شهبانو مریتیتس چهارم شهبانو ایننک اینتی شهبانو مهاعا شهبانو نچفتت |       |
| مرنرع یکم | ۲۲۸۷–۲۲۷۸ پ.م. |                   | شهبانو آنخسن‌پپی دوم |       |
| پپی دوم   | ۲۲۷۸–۲۱۸۴ پ.م. | هرم در جنوب سقاره | شهبانو نیث شهبانو ایپوت دوم شهبانو آنخسن‌پپی سوم شهبانو آنخسن‌پپی چهارم شهبانو اوچبتن                                     |       |
| مرنرع دوم | ۲۱۸۴ پ.م.      |                   | |       |
| نیتیکرت   | ۲۱۸۱ پ.م.      |                   | |       |

## رشد اشرافی‌گری
دانش امروز ما نسبت به این دودمان با کشف دیوارنوشته‌های بیشتری در آرامگاه‌های اشراف و درباریان (و نه صرفن اعضای خاندان پادشاهی) بیشتر شده‌است. برای نمونه می‌دانیم که سو قصدی نافرجام بر ضد پپی یکم صورت گرفت. یا نامه‌ای از فرعون جوان پپی دوم که از آنکه تیم اکتشافی فرستاده شده توسط او برایش یک «کوتوله» از سرزمین یام در جنوب نوبی به ارمفان می‌آورند، ذوق‌زده‌است.
این نوشته‌ها بر دیوارهای مصطبه‌های متعلق به کسانی که عضو خاندان پادشاهی نبوده‌اند نشان از رشد قدرت و ثروت اشراف دارد که به نوبه خود باعث کاهش قدرت دولت مرکزی شد. باور بر این است که پس از مرگ پپی دوم، که یکی از طولانی‌ترین دوران‌های فرمانروایی در طول تاریخ را داشته، نومارک‌ها و اشراف آنچنان قدرتی داشته‌اند که از بازماندگان او دستور نپذیرند؛ عاملی که باعث افول سریع پادشاهی کهن شد.